# Александр Траллийский
Алекса́ндр Траллийский или Александр из Тралл (греч. Ἀλέξανδρος ὁ Τραλλιανός; около 525 года — ок. 605 года) — греческий врач VI века; жил в Риме, написал сочинение по патологии, в котором выказал себя оригинальным мыслителем; оно имело большое влияние на развитие медицины в Византии и у арабов. Брат математика и архитектора Анфимия.

## Биография
Родился в Лидии, в городе Траллы (ныне Айдын) около 525 года. Получил хорошее воспитание под руководством отца Стефана, бывшего любимцем императора Юстиниана.
Долго путешествовал для завершения своего образования и поселился в Риме, где умер в преклонной старости около 605 года.
Занял почётное место между лучшими врачами всех времён. Среди господствовавшего в его пору слепого поклонения авторитетам, преимущественно Галену, он руководствовался самостоятельными наблюдениями; в сочинениях внушал врачам не увлекаться авторитетами и системами, при лечении больных обращать постоянно внимание на состояние организма, возраст, сложение и образ жизни больного, также на внешние окружающие условия, на время года и погоду.

## Сочинения
Главное сочинение из 12 книг, полное описание всех болезней, кроме хирургических:
- 1-я — головные болезни;
- 2-я — ушные;
- 3-я — болезни рта;
- 4-я — сердечные;
- 5-я — лёгких;
- 6-я — плеврит;
- 7-я — желудочные;
- 8-я — кишечника;
- 9-я — печени;
- 10-я — дизентерия и водянка;
- 11-я — половой и мочеиспускательной систем;
- 12-я — подагра.

Впервые издано в греческом подлиннике в 1548 году под заглавием «Θεραπευτικά» и затем несколько раз в латинских переводах. Один из переводов был сделан Альбрехтом Галлером и издан в Лозанне в 1772 году.
Также сочинил небольшое рассуждение о глистах, написанное в форме писем, впервые напечатанное в Венеции в 1570 году. Латинский перевод был сделан Галлером. В этом рассуждении упоминается о прободении кишок.
Ему приписываются историками медицины (Шпренгель, Гекер и др.), как произведение молодости, «Медицинские и физические задачи»; тогда как Гезер считает автором Александра Афродисийского.